# Henry Lapauze
Charles Lapause, dit Henry Lapauze, né à Montauban le 31 janvier 1867 et mort à Paris le 9 avril 1925, est conservateur du Palais des Beaux-arts de la Ville de Paris et critique d'art.

## Biographie
Fils d'un menuisier en fauteuils et d'une ouvrière en soie, Le jeune Henry Lapause découvre l'art dans sa ville natale, au musée Ingres.
Il commence sa carrière comme ouvrier typographe avant de devenir journaliste. Il arrive très jeune à Paris et travaille comme journaliste pendant dix ans au Gaulois dont il est le rédacteur en chef des suppléments illustrés. Il est également critique d'art, ce qui lui permet de bien connaître les milieux artistiques et littéraires de Paris. Ses ouvrages sur les arts lui valent une certaine reconnaissance critique comme Les pastels de De La Tour à Saint-Quentin qui obtient le prix Bordin de l’Académie française en 1899 ou encore Les dessins d’Ingres qui obtient le prix Charles Blanc de la même Académie en 1902.

### Le Petit Palais
Le Petit Palais est construit à l'occasion de l'Exposition universelle de 1900. Dès l'année 1901 il est converti en musée dont Georges Cain devient le directeur,. En 1903, Lapauze devient conservateur adjoint auprès de Georges Cain, puis il lui succède comme directeur en 1905. À son arrivée au musée, Lapauze a déjà pour projet d'enrichir les collections en faisant l'acquisition de fonds d'ateliers afin de « témoigner de l’effort de nos sculpteurs modernes ». En effet, jusque là le musée ne possède qu'un seul fonds, celui des frères Dutuit, qui n'est pas un fonds d'artiste et ne peut donc pas « témoigner de l’effort de nos sculpteurs modernes ». En 1904, lors d'une exposition se déroulant à la galerie Georges Petit, il découvre et achète pour le Petit Palais le portrait de Carriès dans son atelier de Louise Catherine Breslau. Il en informe Georges Hoentschel, qui a conservé le fonds de l'atelier de Jean-Joseph Carriès à sa mort. Celui-ci décide de donner au Petit Palais deux cent vingt-cinq sculptures et céramiques. Le fonds Carriès devient ainsi le premier fonds d'atelier à rejoindre les collections du Petit Palais. En 1905, obtient le fonds de l'atelier de Jules Dalou ainsi que les fonds Félix Ziem et Jean-Jacques Henner. En 1907 il obtient le fonds Falguière et en 1909 les fonds Barrias et Courbet. Il parvient ainsi à créer un véritable « musée de la petite sculpture du XIXe siècle » car il trouvait les esquisses plus intéressantes que les œuvres finies. La première exposition est organisée en 1907 et s'intitule David et ses élèves et pour cette exposition comme pour les autres, il fait preuve de diplomatie pour faire venir dans ses expositions des œuvres issues de collections particulières du monde entier,. Lapauze s'intéressait à l'art ancien comme à l'art le plus moderne et c'est pourquoi il avait coutume d'expliquer comment la tradition de peintres anciens pouvait se retrouver dans des œuvres plus modernes.

### Un goût pour les arts décoratifs
En 1917, alors que la guerre bat son plein, Henry Lapauze réunit ses collaborateurs de La Renaissance au Petit Palais et ensemble ils travaillent à la création de la revue La Renaissance de l'art français et des industries de luxe,. La revue paraît pour la première fois en mars 1918, alors que la guerre n'est pas achevée.
Henry Lapauze a été l'un des initiateurs du mouvement moderne qui trouve son expression à l'Exposition internationale des Arts décoratifs et industriels modernes de 1925 en laissant toujours dans sa revue une grande part aux arts décoratifs et industriels,. En effet, la revue mêlait des articles sur l'histoire de l'art ancien et d'autres sur des créations modernes car, pour Lapauze, il fallait puiser dans l'art ancien les sources de perfection pour l'art moderne,. La revue dispose de son propre pavillon à l'Exposition internationale des Arts décoratifs et industriels modernes de 1925, construit par Guillaume Tronchet et dont les plans et les maquettes ont été validés par Lapauze. On trouve à l'intérieur un bassin de Raoul Dufy ainsi qu'un Buste d'Ingres par Antoine Bourdelle.
Malheureusement, les murs étaient à peine posés que Henry Lapauze est mort le 9 avril 1925 au Petit Palais où il résidait,. Il est inhumé à Montauban.

## Vie privée
Henry Lapauze s'est marié trois fois :
Le 16 octobre 1888, il épouse Marie Zoé Valladier, née en 1862 à Toulouse. Le couple a une fille, Daria Lapause née le 8 décembre 1891 à Paris. Celle-ci, diplômée de l'École du Louvre en 1911, secrétaire au Musée Dutuit en 1912, se marie en 1914 à Rome avec le critique d'art italien Giacomo Francesco Guarnati. Elle écrit plusieurs articles dans les deux Revues de son père, La Renaissance de l'Art Français et La Renaissance Politique, Economique, Littéraire et Artistique.
Ce premier mariage se termine par un divorce le 22 juillet 1903.
Le 19 janvier 1904, Henry Lapauze se marie en secondes noces avec Jeanne Loiseau, née en 1854 à Batignolles, plus connue sous le nom de plume de Daniel-Lesueur. C'est alors une femme célèbre, romancière, poète, féministe, sociétaire de la Société des gens de lettres, chevalier de la Légion d'Honneur depuis 1900, officier de l'Instruction Publique. Ce mariage se termine par le décès de Jeanne Loiseau le 3 janvier 1921 à Paris.
Le 1er décembre 1924, il épouse en troisièmes noces Marie Paule Fontenelle, née en 1889 à Maubeuge. Ce dernier mariage ne durera que 4 mois, interrompu par la mort de Henry Lapauze. Sa veuve devient alors une femme d'affaires. Dès l'année suivante, en 1926, elle achète la galerie d'art Charles Brunner 11 rue Royale à Paris, elle fait un voyage à New-York pour s'inspirer des méthodes américaines (elle y retournera en 1927 et 1928), elle reprend la direction des deux Revues de son mari et est nommée chevalier de la Légion d'Honneur.
En 1928, elle se remarie avec le député de la Lozère Charles Pomaret. Elle en divorce le 12 mars 1975 et meurt trois mois plus tard le 15 juin 1975 à Neuilly.

## Publications
- Catalogue des dessins, 1901 (lire en ligne).
- Mélanges sur l'art français, 1905 (lire en ligne).
- Le poinct de France et les centres dentelliers au XVIIe siècle et au XVIIIe siècle, 1905 (lire en ligne).
- Les musées de province : Rapport présenté au nom de la commission, 1908 (lire en ligne).
- Ingres, sa vie et son œuvre, 1911 (lire en ligne).
- Les pastels de Maurice-Quentin de la Tour du Musée Lécuyer à Saint-Quentin, 1919 (lire en ligne).

## Documentation
UN ensemble documentaire rassemblé par lui est conservé à l'Institut national d'histoire de l'art.